# Gertrud Arper
Gertrud Arper (* 16. Juni 1894 in Weimar; † 22. oder 23. Januar 1968 in Haarlem) war eine deutsch-niederländische Raumgestalterin und Möbeldesignerin.

## Leben
Gertrud Julie Arper war eine Tochter von Martha Elfrida Arper geborene Lankwitz (* 1844) und ihrem Ehemann Karl Gotthilf Arper. Zur Herkunftsfamilie gehörte ihre jüngere Schwester Marianne Martha Arper (1897–1998). Am 18. August 1920 heiratete Gertrud Arper den Niederländer Johan Theodoor von Winsen (* 1893). Das Paar hatte drei Kinder: Peter Johan (* 1921), Clara Verena (* 1923) und Johanna (* 1926).

## Werk
Arper besuchte die Kunstgewerbeschule Weimar und schloss diese 1915 ab. Bereits während des Studiums zeichnete sie sich durch den Gewinn von studentischen Wettbewerben aus. Sie erhielt den ersten Preis für den Entwurf für „eine Garnitur Rohrmöbel in einfacher Ausführung, bestehend aus Sopha, Sessel mit hoher Lehne, Sessel mit niedriger Lehne, Stuhl, rundem oder eckigem Tisch“ und den zweiten Preis für eine zweite Garnitur in reicherer Ausführung. Die Entwürfe waren auch zur Ausführung durch einen externen Betrieb vorgesehen. Vom 3. bis 26. April 1913 besuchte sie einen Schriftkurs bei Anna Simons.
Gleich nach ihrem Abschluss wurde sie vom Leiter der Kunstgewerbeschule, Henry van de Velde, an den Architekten H. P. Berlage empfohlen. Sie arbeitete von 1915 bis 1920 in der Bauabteilung der Firma W. H. Müller & Co. unter der Leitung von Berlage. Arper arbeitete für das Bauvorhaben Jachthuis Sint Hubertus. Hélène Kröller-Müller, die Ehefrau des Geschäftsinhabers der Firma W. H. Müller & Co., hatte Berlage gebeten, Teile des Entwurfes von einer Frau ausführen zu lassen. Auch passende Gebrauchsgegenstände sollten von einer Frau entworfen werden. Gertrud Arper wurde deshalb ausgewählt, Flachmuster für Stickereien und Textilien zu entwerfen und eigene Ideen bei der Einrichtung des Wohnhauses einzubringen. Arper arbeitete bis zu ihrer Heirat 1920 für das Büro Berlage. Zur Hochzeit bekam sie von Hélène Kröller-Müller ein Gemälde von Mondriaan geschenkt. Das Ehepaar von Winsen sammelte moderne Kunst, darunter Werke von Fernand Léger.
Arper gehörte zu den Erstunterzeichnern des vorläufigen Programms des Arbeitsrats für Kunst (AfK) im November 1918. Bruno Taut war der Initiator. Zu den Gründungsmitgliedern gehörten 114 Personen verschiedener Fachrichtungen, darunter auch zehn Frauen. Neben Arper waren dies Marie-Anne von Friedlaender-Fuld, Hann Ganzer, Wera Koopmann, Eva Lau, Fürstin Mechtilde Lichnowsky, Fränze Eleonore Roecken, Margarete Scheel, Margarete Schubert und Milly Steger. Käthe Kollwitz schloss sich später an.
Von 1915 bis 1925 war Arper als freiberufliche Entwerferin für die sozialistische Möbelfabrik L.O.V. (Labor Omnia Vincit) tätig. Der einzige noch bekannte Entwurf von ihr aus dieser Zeit ist ein Möbel für ein Damenzimmer aus poliertem Mahagoni mit schwarzem Samtbezug aus dem Jahr 1916 oder 1917. Sie stellte eigene, von L.O.V. produzierte Möbelentwürfe auf der Kunstgewerbeausstellung in Rotterdam 1918 und bei der Ausstellung für ästhetische Konsumgüter in Haarlem 1919 aus. Die Autorin Marjan Groot hielt es für möglich, dass Arper auch nach ihrer Hochzeit Hélène Kröller-Müller noch bei der Einrichtung ihres Hauses und ihrer Kunstsammlung beriet. Weiter war sie für die Galerie mit angeschlossenem Atelier De Kerkuil bei Jo van Regteren Altena in Haarlem tätig. Nach Marjan Groot soll sie 1938 und in den 1950er Jahren einige Möbel für De Kerkuil entworfen haben.

### Ausstellungen (Auswahl)
- 1918: Rotterdam (Blumentisch)
- 1919: Haarlem (Hochstuhl)
- 1921: Zwolle (grüne Kindermöbel)
- 1948: Haarlem mit De Kerkuil (Möbel)